# Avenay-Val-d'Or
Avenay-Val-d'Or là một xã trong tỉnh Marne, thuộc vùng Grand Est của nước Pháp, có dân số là 1.026 người (thời điểm 1999).

## Thông tin nhân khẩu
| 1962 | 1968 | 1975 | 1982 | 1990 | 1999 | 2008 |
| ---- | ---- | ---- | ---- | ---- | ---- | ---- |
| 970  | 1009 | 1040 | 953  | 991  | 1026 | 930  |

## Nhân vật nổi tiếng
- Paulin Paris (1800-1881) thành viên của Collège de France; và con trai của ông
- Gaston Paris (1839-1903) thành viên của Collège de France và Viện hàn lâm Pháp.